# Jacqueline Joubert
Jacqueline Joubert (ur. 29 marca 1921 w Paryżu, zm. 8 stycznia 2005 w Neuilly-sur-Seine) – francuska reżyserka, prezenterka i producentka telewizyjna, prowadząca Konkurs Piosenki Eurowizji w 1959 i 1961 roku.
Jacqueline Joubert była pierwszą spikerką telewizyjną w historii francuskiej telewizji. Była odpowiedzialna za programy dla dzieci emitowanego na kanale Antenne 2.
Joubert zmarła w nocy z 7 na 8 stycznia 2005 roku w Neuilly-sur-Seine we Francji w wieku 83 lat.

## Życie prywatne
Joubert była żoną dziennikarza Georgesa De Caunesa, z którym miała syna Antoine’a.